# Odete Viegas

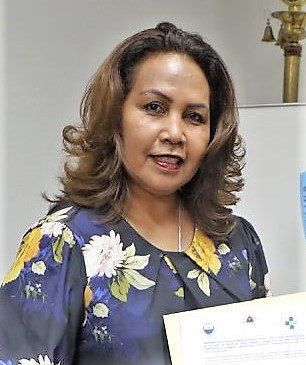
Odete Viegas (2020)

Odete da Silva Viegas (* 2. Juli 1966) ist eine promovierte osttimoresische Ärztin, mit dem Fachgebiet Dermatologie.
Viegas war Generaldirektorin des Hospital Nacional Guido Valadares HNGV (Stand 2010/2013), dem größten Krankenhaus des Landes. 2015 wurde sie stellvertretendes Mitglied des Nationalen Medizinischen Rates. Derzeit ist sie Generaldirektorin für Gesundheitsleistungen im Gesundheitsministerium Osttimors.
Im Rahmen der COVID-19-Pandemie wurde Viegas in den Krisenstab der Regierung berufen.